# Sammy & Co
Sammy & Co est une série animée diffusée depuis 2014. Elle est basée sur les longs métrages d'animation Le Voyage extraordinaire de Samy et Sammy 2.

## Épisodes

### Saison 1 (2014)[2]
1. Les dents de la mer
2. Tendre rascasse
3. Pour le pire et le meilleur
4. Dans la peau d'un grand
5. L'abominable monstre des mers
6. Prise au piège
7. Chasse aux perles
8. La marche du papillon
9. Les envahisseurs
10. Parole de murène
11. Miam
12. Tortue volante
13. L'amour rend aveugle
14. Le rival
15. Le malade imaginaire
16. La bande à Pipo
17. Un homard au mitard
18. La vengeance dans la carapace
19. Tortue à plumes
20. La communauté de l'anneau
21. Le mystère Alpha
22. La trahison de Ricky
23. Voyance et prévoyance
24. Lumière sur le récif
25. La guerre des poissons
26. Le trésor des requins
27. Le syndrome du poisson clown
28. La vie sauvage
29. En place pour l'éclipse
30. Joyeux Pipo
31. L'oasis
32. Jimbo joli cœur
33. Le grand départ
34. Big Mamma
35. Têtes d’œufs
36. Touristes tous risques
37. Une dispute pour de faux
38. Un océan parfait
39. La faille sans fond
40. Le porte-bonheur
41. Les vantards
42. L'enfer du jeu
43. Le nouveau Sammy
44. Un récif divisé
45. Mamies tortues à la rescousse
46. John le terrible
47. Le parrain
48. Opération amitié
49. Princesse Coraline et le Chevalier Blanc Tourteau
50. L'égo d'Ella
51. Big Boss ce héros
52. Double anniversaire

### Saison 2 (2016)[2]
1. Une bouteille à la mer
2. Oscar le têtard
3. Bavass se rebelle
4. Le nouvel ami d'Annabel
5. La trompette de la renommée
6. Invisible
7. Le grand frère
8. Youpi, l'école est finie
9. Mauvaise blague
10. Pétrole ! Pétrole !
11. Un exposé à risques
12. Filles 1 - Garçons 0
13. Meilleur ami
14. Pince-mi prend le pouvoir
15. Anna... Qui ?
16. Dans l'ombre de Ricky
17. Petit déjeuner compris
18. Vacances exotiques
19. Le tour de l'océan
20. Gentil Big Boss
21. Les élections
22. Prémonition
23. Ricky a le melon
24. Le coffre au trésor
25. Un abri pour Léonard
26. Coincées
27. L'élu
28. L'odyssée du cœur
29. L'Hippocampus
30. Le poisson-garou
31. Le prince des mers gelées
32. Un amour de sardine